# Adam Falęcki
Adam Falęcki (zm. 1611) – profesor teologii, rektor Akademii Krakowskiej
Był synem Leopolda, pochodził z Kleparza. Po studiach w Akademii Krakowskiej pozostał na uczelni odrzucając propozycję stryja opata klasztoru Cystersów w Sulejowie, aby poświęcić się służbie na dworze królewskim. Był dziekanem Wydziału Teologicznego, prokuratorem Bursy Ubogich, dziekanem kościoła św. Floriana oraz  proboszczem w Staszowie.